# Рожановка
Рожановка (укр. Рожанівка) — село в Толстенской поселковой общине Чортковского района Тернопольской области Украины.
До 2020 года входило в Залещицкий район.
Код КОАТУУ — 6122087802. Население по переписи 2001 года составляло 695 человек.

## Географическое положение
Село Рожановка находится в 1-м км от правого берега реки Тупа,
на расстоянии в 0,5 км от посёлок Толстое.
Рядом проходит автомобильная дорога М-19 (E 85) и
железная дорога, станция Толстое в 2-х км.

## История
- 1802 год — дата основания.

## Объекты социальной сферы
- Фельдшерско-акушерский пункт.

## Достопримечательности
- Братская могила советских воинов.